# BMX-Rennsport-Europameisterschaften 2016
Die BMX-Rennsport-Europameisterschaften 2016 wurden vom 8. bis 10. Juli in Verona, Italien ausgetragen. Austragungsort der Wettkämpfe war die BMX Olympic Arena Verona.

## Ergebnisse

### Männer
| Disziplin  | Gold                   | Silber       | Bronze         |
| ---------- | ---------------------- | ------------ | -------------- |
| Elite      | Raymond van der Biezen | David Graf   | Sylvain André  |
| Zeitfahren | Romain Mahieu          | Damien Godet | David Graf     |
| Junioren   | Mathis Ragot-Richard   | Cédric Butti | Paddy Sharrock |

### Frauen
| Disziplin   | Gold           | Silber            | Bronze               |
| ----------- | -------------- | ----------------- | -------------------- |
| Elite       | Sarah Sailer   | Marine Lacoste    | Sandra Aleksejeva    |
| Zeitfahren  | Merel Smulders | Beth Shriever     | Jaroslawa Bondarenko |
| Juniorinnen | Merel Smulders | Natalija Afremowa | Mathilde Hugot       |

## Medaillenspiegel
| Platz  | Land           | Gold | Silber | Bronze | Gesamt |
| ------ | -------------- | ---- | ------ | ------ | ------ |
| 1      | Niederlande    | 3    | –      | –      | 3      |
| 2      | Frankreich     | 2    | 2      | 2      | 6      |
| 3      | Deutschland    | 1    | –      | –      | 1      |
| 4      | Schweiz        | –    | 2      | 1      | 3      |
| 5      | Großbritannien | –    | 1      | 1      | 2      |
| 5      | Russland       | –    | 1      | 1      | 2      |
| 7      | Lettland       | –    | –      | 1      | 1      |
| Gesamt | Gesamt         | 6    | 6      | 6      | 18     |